# Кијотака Мацуи
Кијотака Мацуи (јап. 松井 清隆; 4. јануар 1961) јапански је фудбалер.

## Каријера
Током каријере је играо за НКК и Шимицу С-Пулс.

## Репрезентација
За репрезентацију Јапана дебитовао је 1984. године. За тај тим је одиграо 15 утакмица.

## Статистика
| Јапан  | Јапан   | Јапан  |
| Година | Наступи | Голови |
| ------ | ------- | ------ |
| 1984.  | 2       | 0      |
| 1985.  | 8       | 0      |
| 1986.  | 2       | 0      |
| 1987.  | 1       | 0      |
| 1988.  | 2       | 0      |
| Укупно | 15      | 0      |